# Jan VII van Harcourt
Jan VII van Harcourt (circa 1369 - Châtellerault, 18 december 1452) was van 1389 tot aan zijn dood graaf van Harcourt en Aumale en baron van Elbeuf. Hij behoorde tot het huis Harcourt.

## Levensloop
Jan VII was de zoon van graaf Jan VI van Harcourt en diens echtgenote Catharina, dochter van hertog Peter I van Bourbon. In 1389 volgde hij zijn vader op als graaf van Harcourt en Aumale, baron van Elbeuf, burggraaf van Châtellerault en heer van Mézières, Lillebonne en La Saussaye.
Als militair nam hij deel aan het Beleg van Taillebourg, waarbij hij door zijn oom Lodewijk II van Bourbon tot ridder geslagen werd, het Beleg van Tunis en het Beleg van Harfleur. Tijdens de Slag bij Azincourt in 1415 wist hij zich te onderscheiden, maar werd Jan door de Engelsen gevangengenomen.
In 1418 namen de Engelsen zijn kasteel in Harcourt in. Zijn titels van graaf van Aumale en Harcourt werden hem afgenomen en aan respectievelijk Richard Beauchamp, graaf van Warwick, en hertog Thomas van Clarence, zoon van koning Hendrik V van Engeland, gegeven. Vervolgens kreeg hij de steun van zijn neef, koning Karel VI van Frankrijk, die hem tot kapitein-generaal van Normandië benoemde. In deze functie kreeg hij een loon van 1.000 livres. In 1449 werden Aumale en Harcourt heroverd.
In december 1452 stierf Jan VII van Harcourt. Hij werd bijgezet in het franciscanenklooster van Châtellerault. Zijn oudste dochter Maria erfde het graafschap Aumale en de baronie Elbeuf, terwijl het graafschap Harcourt naar zijn tweede dochter Johanna ging.

## Huwelijk en nakomelingen
Op 17 maart 1389 huwde Jan met Maria van Alençon (overleden in 1418), dochter van graaf Peter II van Alençon. Ze kregen volgende kinderen:
- Jan VIII (1396-1424), titelvoerend graaf van Aumale
- Maria (1398-1476), gravin van Aumale en barones van Elbeuf, huwde in 1416 met graaf Anton van Vaudémont
- Johanna (1399-1456), gravin van Harcourt, huwde in 1414 met heer Jan III van Rieux